# Limbodessus rivulus
Limbodessus rivulus är en skalbaggsart som först beskrevs av Helen K. Larson 1994.  Limbodessus rivulus ingår i släktet Limbodessus och familjen dykare. Inga underarter finns listade i Catalogue of Life.